# فرودگاه لا هیگوراس
فرودگاه لا هیگوراس  (به انگلیسی: Las Higueras Airport) یک فرودگاه نظامی و همگانی با کد یاتا RCU است که یک باند فرود آسفالت دارد و طول باند آن ۲۲۴۸ متر است. این فرودگاه در شهر ریو کوارتو کشور آرژانتین قرار دارد و در ارتفاع ۴۲۱ متری از سطح دریا واقع شده است.